# フレズノ都市圏
フレズノ都市圏（英: Metropolitan Fresno、公式にはフレズノ・マデラ広域都市圏、英: Fresno-Madera, CA CSA）は、アメリカ合衆国カリフォルニア州セントラルバレーの都市圏であり、フレズノ郡 とマデラ郡で構成される。北カリフォルニアでは南側にある。2010年国勢調査の人口に基づけば、セントラルバレーではサクラメント大都市圏に続いて第2位、アメリカ合衆国では第42位である。
フレズノ都市圏の中核は人口でカリフォルニア州第5位、全米第35位であるフレズノ市である。この都市圏があるセントラルバレーは世界的に見ても生産性の高い農業地帯であり、都市化が進んでいる中でも農業に大きく依存する経済である。

## 郡
| 郡名           | 人口（2010年国勢調査） | 面積（平方マイル、括弧内平方km²） |
| -------------- | ---------------------- | --------------------------------- |
| フレズノ郡     | 930,450                | 5,963 (15,444)                    |
| マデラ郡       | 150,865                | 2,136 (5,532)                     |
| フレズノ都市圏 | 1,081,315              | 8,099 (20,976)                    |

## 概観

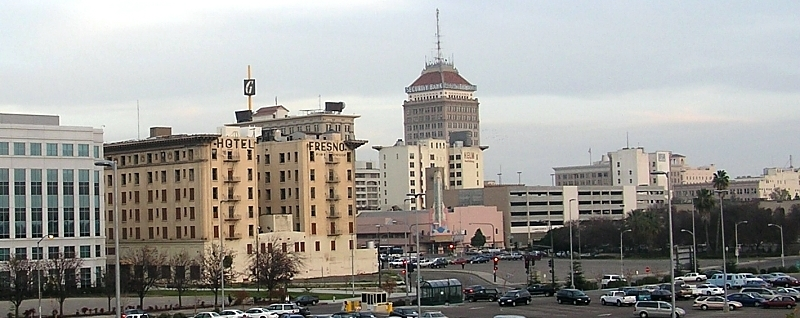
フレズノ市中心街のスカイライン

フレズノ都市圏はカリフォルニア州の他の都市圏とは異なり、現在でも農業地帯であり、サンホアキン・バレーを中心に田園部が多く残っている。州内の他の大都市圏の間に位置しており、西にはサンフランシスコ・ベイエリアの最南部と接し、北にはサクラメント大都市圏、南にはロサンゼルス大都市圏があるが、その間にはかなりの距離の田園部が入っている。さらに州都サクラメントとは距離があり、サンフランシスコ・ベイエリアの人口が希な周縁部と接しているために、フレズノ都市圏の生活様式と文化はサンフランシスコやサクラメントなど北カリフォルニアの他地域の影響を受けておらず、むしろ内陸部バレーの影響を強く受けている。
この都市圏とセントラルバレーではフレズノ市が最大の都市である。サクラメント市と共に州内内陸部の経済中心であり、2000年以降20％以上の成長を記録して、国内でも最も成長速度の高い都市の一つになっている。さらにヨセミテ国立公園、キングス・キャニオン国立公園およびセコイア国立公園に向かう観光客にとって主要な交通中継点になっている。これらの公園はフレズノ市から60 マイル (97 km) から 75 マイル (121 km) の距離にあり、フレズノ市はこれら公園に最も近い大都市である。フレズノ地域にはアメリカ軍も多く駐屯している。第40航空旅団や第144戦闘機隊など多くの部隊がこの都市圏を本拠にしている。フレズノ郡は最大の農業郡であり、国内でも最も多く農業地が集中している郡である。
マデラ郡は農業郡であるだけでなく、その都市群はフレズノ市の郊外にもなっている。

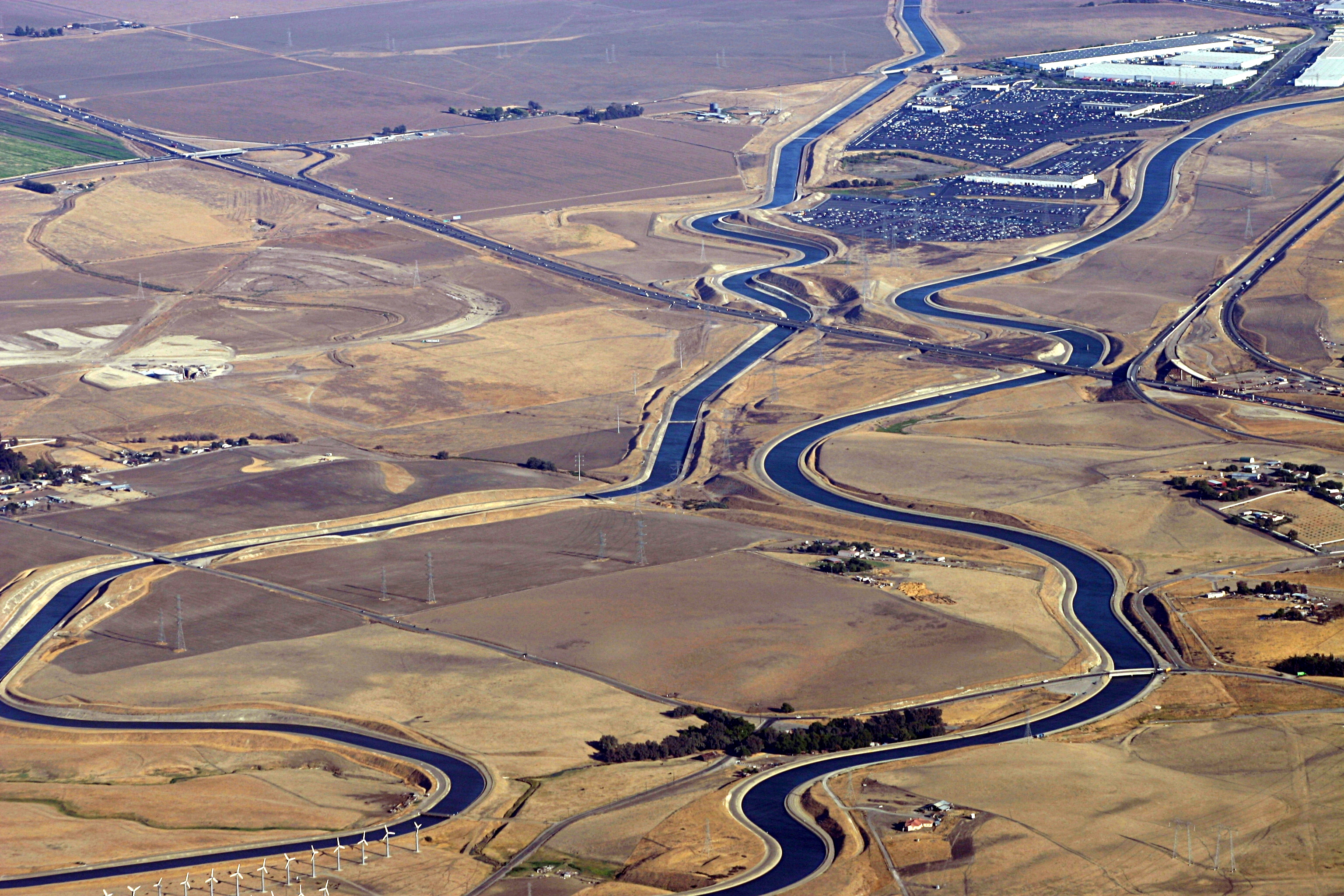
カリフォルニア導水路

## 地理と気候

### 地理
フレズノ都市圏は主にサンホアキン・バレーにあり、そのことで世界でも有数の農業地帯の一つであるセントラルバレーの一部になっている。東部はシエラネバダ山脈に接し、西部は海岸山脈に接しているので、その周縁は内側のバレーより標高が高い。サンワーキン川、キングス川、デルタ・メンドータ運河およびマデラ運河など幾つかの水路が地域内を流れている。さらにカリフォルニア導水路が地域を流れて農作物に水を供給しており、また世界最長級の人工導水路である。

### 気候
フレズノ都市圏は地中海性気候（ケッペンの気候区分Csa）にあり、内陸部にあるために亜乾燥帯（ケッペンの気候区分Bsh）の要素があり、冬は温暖でそこそこに雨が降り、夏は暑く乾燥しているのが特徴である。12月が最も寒く、フレズノ中心街で日中の平均気温は 53.4°F (11.9℃) となり、夏は  110°F (43℃) 以上になることもある。冬は濃い地上霧に覆われる。12月から4月にかけて降雨が多いが、降雪は高山でたまにある程度である。

## 都市
|  | 郡庁所在地 |

| 都市           | 郡         | 人口（2010年1月1日） | 面積（平方マイル、括弧内平方km²） |
| -------------- | ---------- | -------------------- | --------------------------------- |
| チョーチラ     | マデラ郡   | 18,698               | 7.1 (18.4)                        |
| クローヴィス   | フレズノ郡 | 96,868               | 22.03 (57.1)                      |
| コーリンガ     | フレズノ郡 | 19,065               | 5.9 (15.3)                        |
| ファイアボー   | フレズノ郡 | 6,941                | 2.8 (7.3)                         |
| ファウラー     | フレズノ郡 | 5,764                | 2.0 (5.2)                         |
| フレズノ       | フレズノ郡 | 502,303              | 104.4 (270.4)                     |
| ヒューロン     | フレズノ郡 | 8,062                | 1.3 (3.4)                         |
| カーマン       | フレズノ郡 | 14,381               | 2.2 (5.7)                         |
| キングスバーグ | フレズノ郡 | 11,504               | 2.3 (6.0)                         |
| マデラ         | マデラ郡   | 58,243               | 12.3 (31.9)                       |
| メンドータ     | フレズノ郡 | 9,966                | 1.9 (4.9)                         |
| オレンジコーブ | フレズノ郡 | 11,089               | 1.5 (3.9)                         |
| パーリア       | フレズノ郡 | 13,658               | 1.6 (4.1)                         |
| リードレー     | フレズノ郡 | 26,227               | 4.4 (11.4)                        |
| サンガー       | フレズノ郡 | 25,664               | 4.7 (12.2)                        |
| サンホアキン   | フレズノ郡 | 4,071                | 1.0 (2.6)                         |
| セルマ         | フレズノ郡 | 23,435               | 4.3 (11.1)                        |

## 国勢調査指定地域
| - オーベリー - バイオラ - ボナデルランチョス・マデラランショス - ボウルズ - カルワ - カントゥアクリーク - カルザーズ - デルレイ - イーストン - フライアント - ラネア | - ラトン - マデラエーカーズ - オークハースト - パークスデール - パークウッド - レーズンシティ - リバーデール - シェイバーレイク - スコーバレー - トランキリティ - ヨセミテレイクス |

## 交通

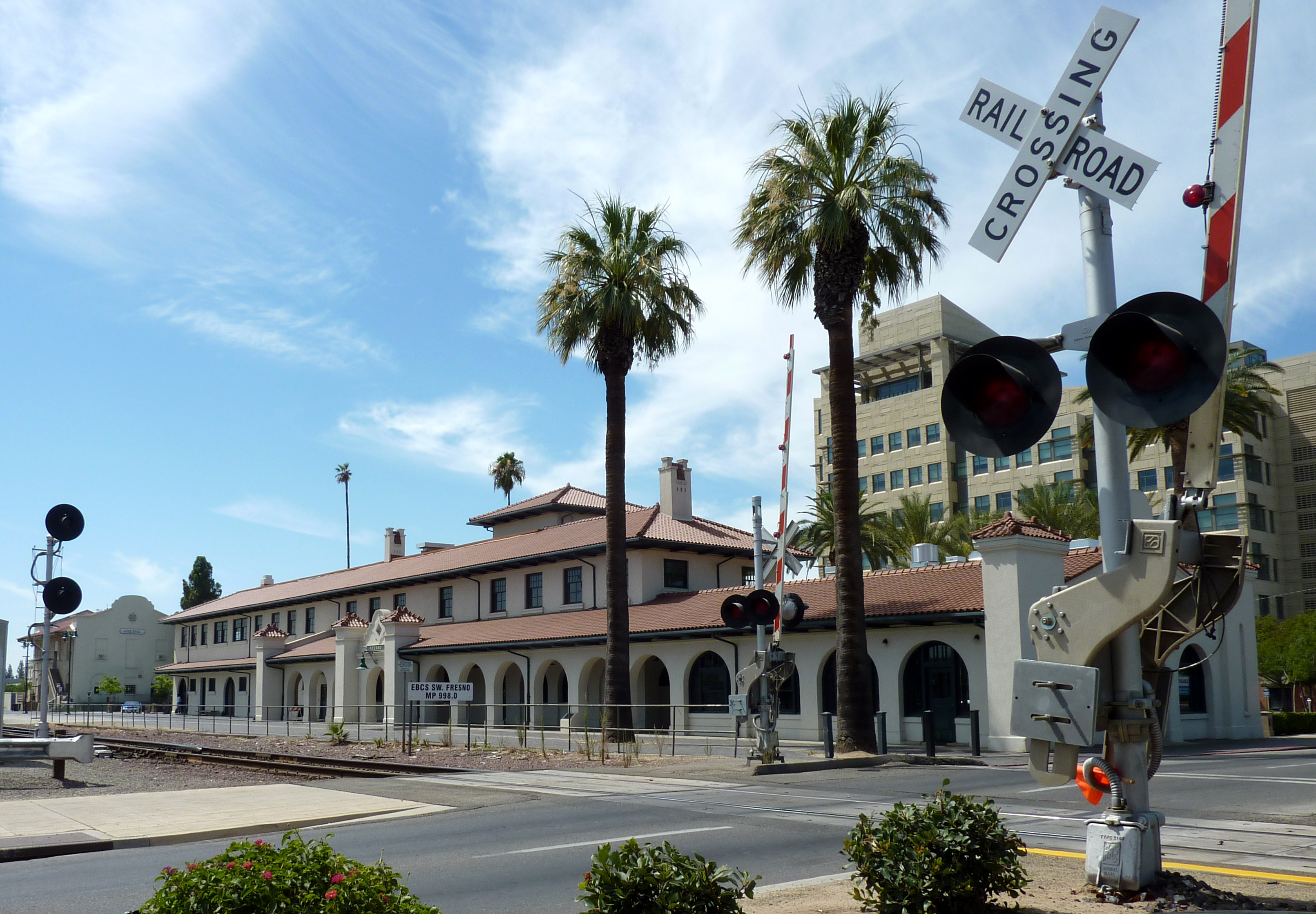
サンタフェ乗客駅、フレズノ都市圏で最大の駅

フレズノ都市圏は多くの国立公園の入口にあること、およびロサンゼルス大都市圏、サンフランシスコ・ベイエリア、サクラメント大都市圏の間にあることで、カリフォルニア州内陸部の交通中継点として機能している。しかし、他の大都市圏とは異なり、広範な公共交通システムが無い。多くの高速道路や高規格道路は走っている。

### 高速道路と高規格道路
フレズノ都市圏には多くの高速道路や高規格道路が走っており、北カリフォルニアや南カリフォルニアとの接続で重要なものになっている。また3大都市圏の間にあることで、トラック運送業や観光業が盛んである。フレズノ都市圏を通る高速道路と高規格道路は以下の通りである。
| - 州間高速道路5号線 - カリフォルニア州道33号線 - カリフォルニア州道41号線 - カリフォルニア州道43号線 - カリフォルニア州道49号線 - カリフォルニア州道63号線 - カリフォルニア州道99号線 | - カリフォルニア州道145号線 - カリフォルニア州道152号線 - カリフォルニア州道168号線 - カリフォルニア州道180号線 - カリフォルニア州道198号線 - カリフォルニア州道201号線 - カリフォルニア州道269号線 |

### 空路
フレズノ・ヨセミテ国際空港が地域内唯一の商業空港であり、ヨセミテ国立公園への主要な入口になっている。さらにフレズノ・チャンドラー・イグゼクティブ空港、ファイアボー空港、シエラスカイパーク空港およびマデラ市民空港などが一般用途空港として機能している。

### 公共交通
フレズノ都市圏はカリフォルニア州の中央にあることで、鉄道交通の中心でもある。地域内にはサンタフェ乗客駅とマデラ駅と2つのアムトラック・サンホアキン線の駅がある。フレズノ地域急行とマデラ郡急行がフレズノ市中心街に向かうバス便を運行している。グレイハウンドとオレンジベルト・ステージズが長距離バスを運行している。

## 政治
州内の他の都市圏とは異なり、歴史的に共和党の強い地盤である。州内海岸部と都市部が民主党支持の傾向があるのに対し、内陸部は共和党支持の傾向があり、フレズノ都市圏がその境目に当たる。その例外としてはロサンゼルス大都市圏に入るオレンジ郡であり、1940年代以来共和党の地盤になっている。またサクラメント大都市圏は政治的に競合がある地域であり、最近は民主党が過半数を抑える結果になっているが、従来二大政党が多数派を競い合っている。フレズノ都市圏も近年政治的に競合する地域になってきており、2008年アメリカ合衆国大統領選挙のときは、フレズノ郡をバラク・オバマが過半数の得票で抑え、マデラ郡はジョン・マケインがかなりの差で抑えた。フレズノ市の大半や非農業郊外地では民主党が、マデラ郡と田園部の町では共和党への支持が見られる。